# Фаршировані анчоуси

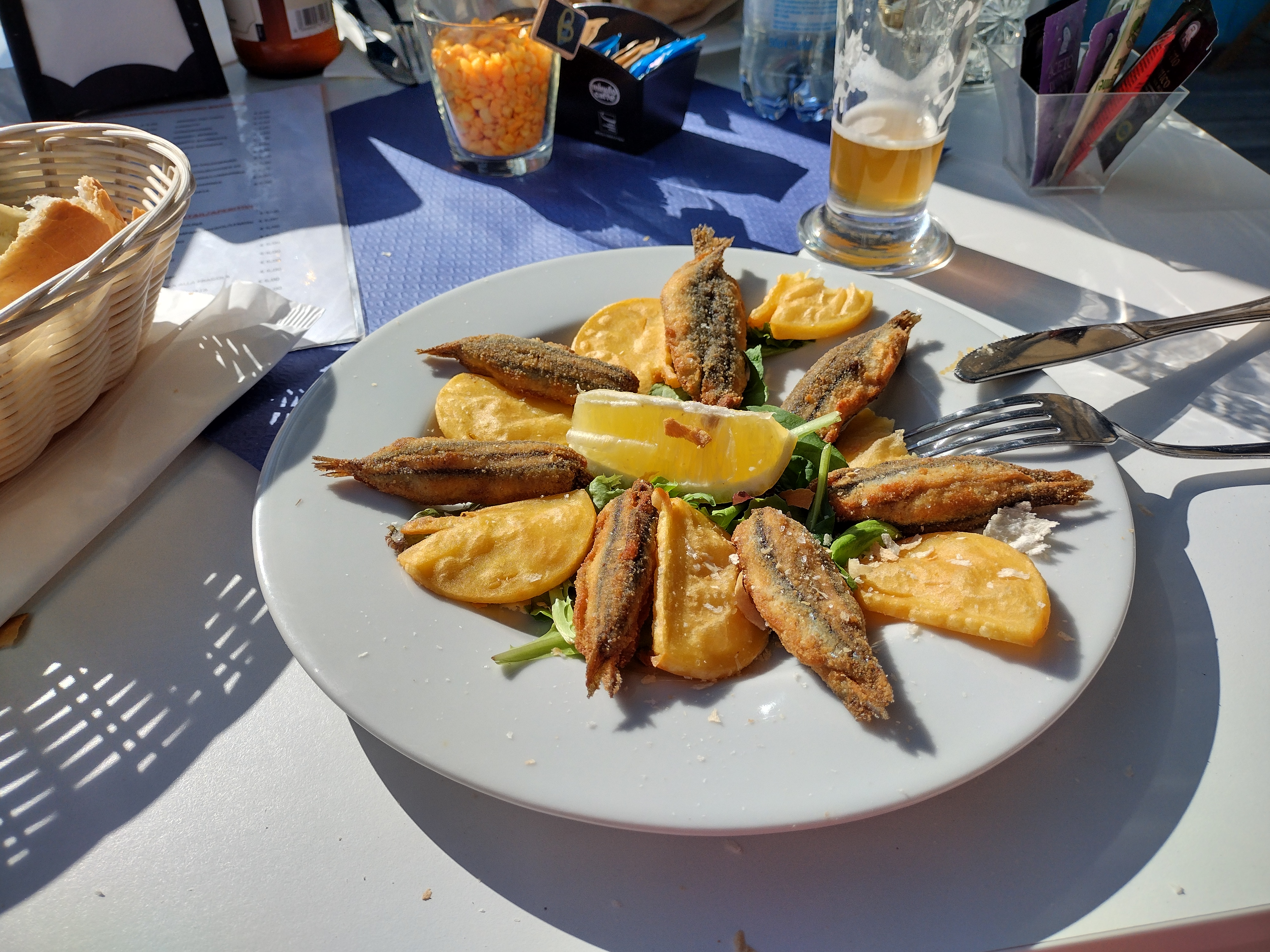
Фаршировані анчоуси

Фаршировані анчоуси (італ. Acciughe ripiene, ліг. ancioe pinne) — типова страва лігурійської кухні. Це філе анчоусів, поєднане з начинкою на овочевій основі. Склад начинки може змінюватися в залежності від сезонної доступності та місцевих традицій.

## Історія
Страва походить із селянської традиції, лігурійці створили її як простий перекус з кількох самих дешевих та широко розповсюджених інгредієнтів. Крім того, для її приготування могли використовувати черствий хліб і овочеві залишки з кухні, в результаті чого ставали на пригоді продукти, які могли бути втрачені даремно. 

## Приготування
Анчоуси треба підготувати — видаляють голову, нутрощі, хребет, хвіст залишають. Промивають та сушать кухонним папером. Для начинки знімають з хліба скоринку, ріжуть м'якуш та подрібнюють його. З'єднують з ним яйця, молоко, анчоуси та знесолені каперси, очищений часник, петрушку та олію, знову подрібніть до отримання однорідної суміші. Приправляють сіллю та перцем. Заповнюють анчоуси: близько 30 г начинки поміщають всередину анчоуса, розкритого, як книжка. Потім защипають пальцями обидва кінці. Анчоуси умочують в манну крупу, розігрівають олію і обсмажують їх кілька хвилин до золотистого кольору. Обсушують їх на аркуші паперу, солять і подають гарячими. 
Замість анчоусів для приготування цієї закуски можуть також використовуватись сардини. Страва гарно поєднується з місцевим білим вином.

## Вживання
Страва подається як закуска.